# Poyans
Poyans é uma comuna francesa na região administrativa de Borgonha-Franco-Condado, no departamento de Alto Sona. Estende-se por uma área de 12,17 km². Em 2010 a comuna tinha 147 habitantes (densidade: 12,1 hab./km²). Esta cidade serviu como referência para a denominada Lei de Les Poyans, bastante conhecida na área de Medicina.